# 墨魚素麵
墨魚素麵（日语：イカそうめん），是一種以生烏賊做成的日式料理。

## 概要
菜餚的名稱上雖有著「素麵」，但並非是以墨魚搭配素麵的麵食，而是將尚未煮過的生墨魚用刀具將體內的器官清空、再用刀具將墨魚的身軀切成像是麵條般的細肉條後，搭配醬油、或是山葵等醬料食用。
墨魚素麵是在北海道函館一帶發揚的料理，在當地也不時會有以烏賊素麵作為主題的活動。